# Peter Schaufler
Peter Friedrich Eugen Schaufler (* 28. November 1940 in Stuttgart; † 16. August 2015 in Salzburg), Senator h. c. war ein deutscher Unternehmer, Kunstsammler und Mäzen.

## Unternehmer
Peter Schaufler übernahm 1979 als geschäftsführender Gesellschafter nach dem Tod seines Vaters, Ulrich Schaufler, das 1934 gegründete Unternehmen Bitzer Kühlmaschinenbau mit Hauptsitz in Sindelfingen. In den folgenden Jahrzehnten baute er das mittelständische Familienunternehmen zum Weltmarktführer für Kälte- und Klimaanlagen sowie Kältemittelverdichter aus. Im Jahr 2015 war die Bitzer SE eine europäische Aktiengesellschaft mit 32 Tochterunternehmen und 3400 Mitarbeitern in über 90 Staaten.

## Kunstsammler und Mäzen
Zusammen mit seiner Frau Christiane Schaufler-Münch sammelte Peter Schaufler über 30 Jahre zeitgenössische Kunst. Die Sammlung Schaufler gehört neben denen von Siegfried Weishaupt, Frieder Burda, Reinhold Würth, Friedrich Erwin Rentschler, Josef Froehlich und der Familie Grässlin zu den bedeutendsten Kunstsammlungen in Baden-Württemberg.
Um die mehr als 3.000 Werke umfassende Sammlung der Öffentlichkeit zugänglich zu machen, ließ Schaufler die alten Werkhallen in Sindelfingen zu Ausstellungshallen umbauen und durch einen Neubau ergänzen. Als SCHAUWERK Sindelfingen werden dort seit Juni 2010 auf rund 8.000 m² Kunstwerke aus der Sammlung Schaufler ausgestellt. Träger des Kunstmuseums ist die von Schaufler 2005 gegründete Stiftung The Schaufler Foundation.
Die Sammlung Schaufler enthält bedeutende Werke der Zeitgenössischen Kunst seit den 1960er-Jahren, unter anderem aus der Düsseldorfer Künstlergruppe ZERO, der Arte Povera, der Minimal Art, der Konzeptkunst und der Konkreten Kunst. Neben Malerei und Skulptur sind Lichtarbeiten, Rauminstallationen sowie die zeitgenössische Fotografie mit prominenten Arbeiten vertreten, unter anderem von Hanne Darboven, Imi Knoebel, Lucio Fontana, Günther Uecker oder Anselm Kiefer.

## Ehrungen
Für seine Verdienste um die Weiterentwicklung von Wissenschaft und Forschung, vor allem auf dem Gebiet der Kälte- und Klimatechnik, ernannte ihn die Universität Hohenheim zum Ehrensenator. Am 9. Juni 2010 erhielt Peter Schaufler das Bundesverdienstkreuz am Bande für sein kulturelles und wissenschaftliches Engagement und als Würdigung für sein Lebenswerk. Die Stadt Rottenburg am Neckar benannte im Jahr 2013 eine zum Bitzer-Werk führende Straße im Gewerbegebiet im Stadtteil Ergenzingen ihm zu Ehren als Peter-Schaufler-Straße. Im Jahr 2014 erhielt Peter Schaufler den Gründerpreis des Landes Baden-Württemberg.
In Sindelfingen ist der Peter-Schaufler-Platz nach ihm benannt, dort befindet sich auch der Firmensitz der Bitzer SE.